# St. Franziskus Xaverius (Opařany)

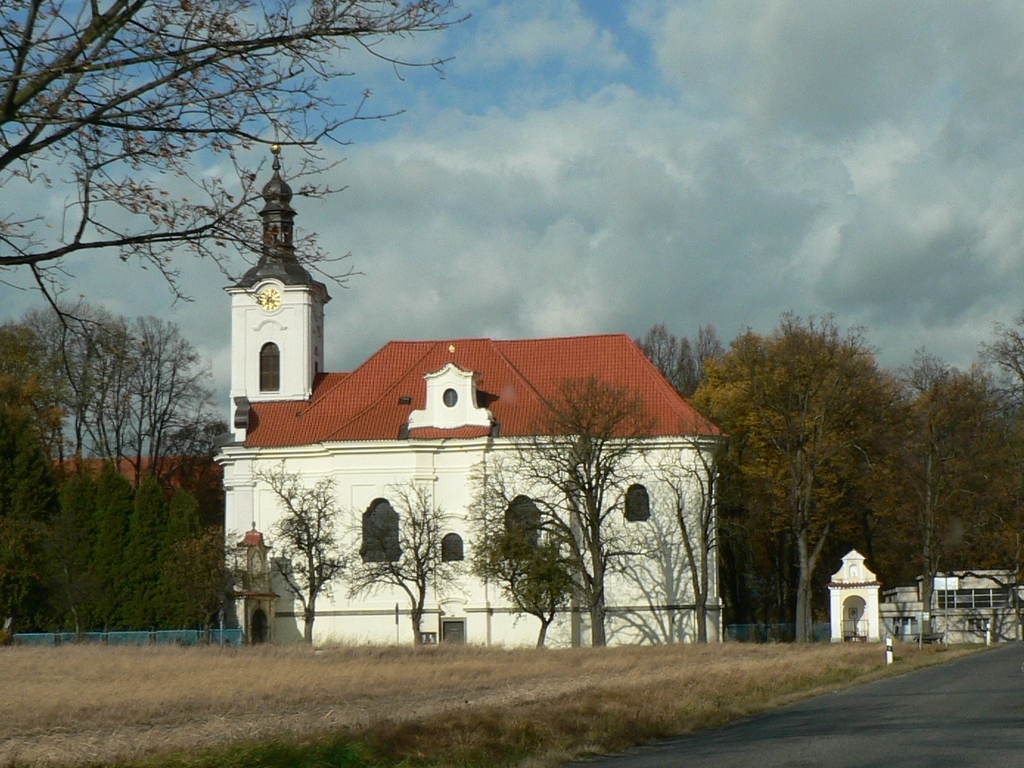
Opařany, St. Franziskus Xaverius

St. Franziskus Xaverius (tschechisch Kostel svatého Františka Xaverského) ist eine barocke  römisch-katholische Wallfahrtskirche in Opařany (deutsch Woporschan), einer Gemeinde westlich von Tábor im südböhmischen Okres Tábor in Tschechien.

## Geschichte
1669 hatte das Prager Jesuiten-Collegium zu St. Clemens das adlige Gut Opařany erworben, das 1727 mit weiteren Erwerbungen zu einer selbständigen Herrschaft zusammengefasst wurde. Bereits 1717 war mit dem Bau eines Klosters begonnen worden. Nach Plänen von Kilian Ignaz Dientzenhofer entstand 1732–1735 anstelle einer 1657 errichteten, am 29. April 1659  geweihten Kapelle die dem Jesuitenheiligen Franziskus Xaverius gewidmete Wallfahrtskirche. Die Fertigstellung des Turmes erfolgte erst 1748. Parallel zum Kirchenbau wurde auch die Nischenkapelle des hl. Johannes von Nepomuk neben der Kirche errichtet. Mit dem Jesuitenverbot von 1773 erlosch zunächst auch die Pfarre, die erst 1787 wiederbegründet wurde.
1858 wurde der Turm nach Blitzschlag wiederhergestellt. In den Jahren 1935 bis 1937 fand eine umfassende Restaurierung der Kirche statt. 1949 wurden Dacharbeiten durchgeführt, seit 1999 läuft eine Gesamtrestaurierung.

## Architektur
Die Franziskus-Xaverius-Kirche wurde von Dientzenhofer bewusst als eine Kopie der 1711–1715 von Paul Ignaz Bayer und Franz Maximilian Kaňka erbauten Kirche St. Clemens im Prager Clementinum errichtet. Wie dort handelt es sich um eine zweischiffige barocke Wandpfeilerkirche mit angefügtem Chor und einem die Musikempore enthaltenden Vorbau, der hier nachträglich durch einen Turmaufbau bekrönt wurde. Die Jochteilung des Kirchenschiffs und damit die Position des inneren Wandpfeilers ist am Außenbau durch einen Zwerchhausaufsatz markiert. Die pilastergegliederte Fassade der Kirche ist in ihrem Mittelabschnitt segmentbogig vorgewölbt und mit einem Säulenpaar betont.
In ihrer räumlichen Gestaltung mit den  stark vorspringenden und architektonisch gegliederten Wandpfeilern schließt sich die Woporschaner Kirche eng an die 1708 bis 1711 von Christoph Dientzenhofer errichtete St.-Klara-Kirche in Eger an, nur dass die die flachkuppeligen ovalen Gewölbejoche tragenden Pfeiler jetzt durch den Einsatz von Säulen eine sehr viel plastischere Ausbildung erfuhren.
Die Deckenfresken mit Darstellungen aus dem Leben und Wirken des Heiligen schuf der dem Jesuitenorden angehörende Josef Kramolín.

## Orgel
Nach Fertigstellung der Kirche erhielt diese um 1739 eine einmanualige Orgel mit dreiteiligem Prospekt des Orgelbauers Václav Pantoček aus Datschitz, die um 1760 durch Vojtěch Beer aus Prag technisch umgerüstet und mit einem neuen freistehenden Spieltisch versehen wurde. Eine weitere Überarbeitung, bei der alle ursprünglichen Holzregister und die Oktave 2′ durch die Register Flöte, Gedackt, Gambe, Salicional, Subbass und Cello ersetzt wurden, wurde 1941 von Eduard Hubený durchgeführt. Um 2020 wurde eine Restaurierung durchgeführt, wobei anstelle der Gamba 8′ von 1941 wieder eine Octav 2′ eingebaut wurde und das Pedal zugefügt wurde. Die Orgel hat seither die folgende Disposition:
| Manual CDEFGA–c3 |            |       |
| 1.               | Gedackt    | 8′    |
| 2.               | Salicional | 8′    |
| 3.               | Principal  | 4′    |
| 4.               | Flöte      | 4′    |
| 5.               | Octave     | 2′    |
| 6.               | Quinte     | 1 ⁄3′ |
| 7.               | Mixtur III | 1′    |

| Pedal CDEFGA–a0 |           |     |
| 8.              | Subbass   | 16′ |
| 9.              | Octavbass | 8′  |